# Passeport botswanais
Le passeport botswanais est un document de voyage international délivré aux ressortissants botswanais et qui peut aussi servir de preuve de la citoyenneté botswanaise.

## Apparence physique
Le passeport du Botswana, composé de 48 pages, est rédigé en anglais et en français. La couverture du passeport est de couleur bleu foncé. Au centre se trouvent les armoiries du pays. Sous les armoiries figure l'inscription « Passeport » en anglais et en français. En haut figure le nom du pays, Republic of Botswana en anglais. La page de garde présente une carte du Botswana superposée à des images d'animaux sauvages.

### Page d'identification
- Photographie du porteur (largeur : 30 mm ; taille : 40 mm ; Hauteur de la tête (jusqu'au sommet des cheveux): 75 % ; distance du sommet de la photo jusqu'au sommet des cheveux : 6,25 %)
- Type
- Code de l'État d'émission
- Numéro du passeport
- Nom et prénom
- Nationalité
- Date de naissance
- Sexe
- Lieu de naissance
- Date de délivrance
- Date d'expiration
- Coordonnées du contact d'urgence
- Signature du porteur
- Autorité émettrice